# 鎂鐵鈦礦

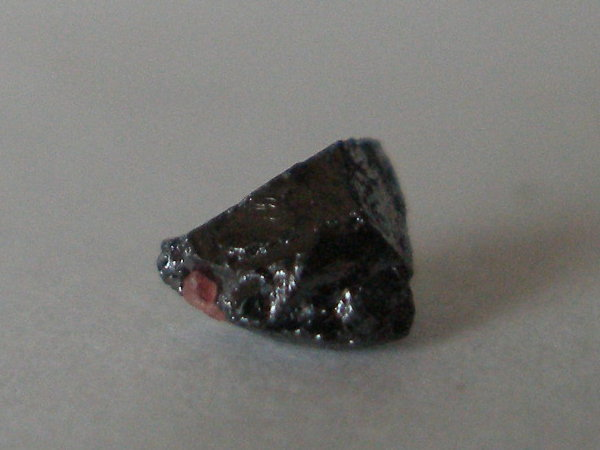
鎂鐵鈦礦

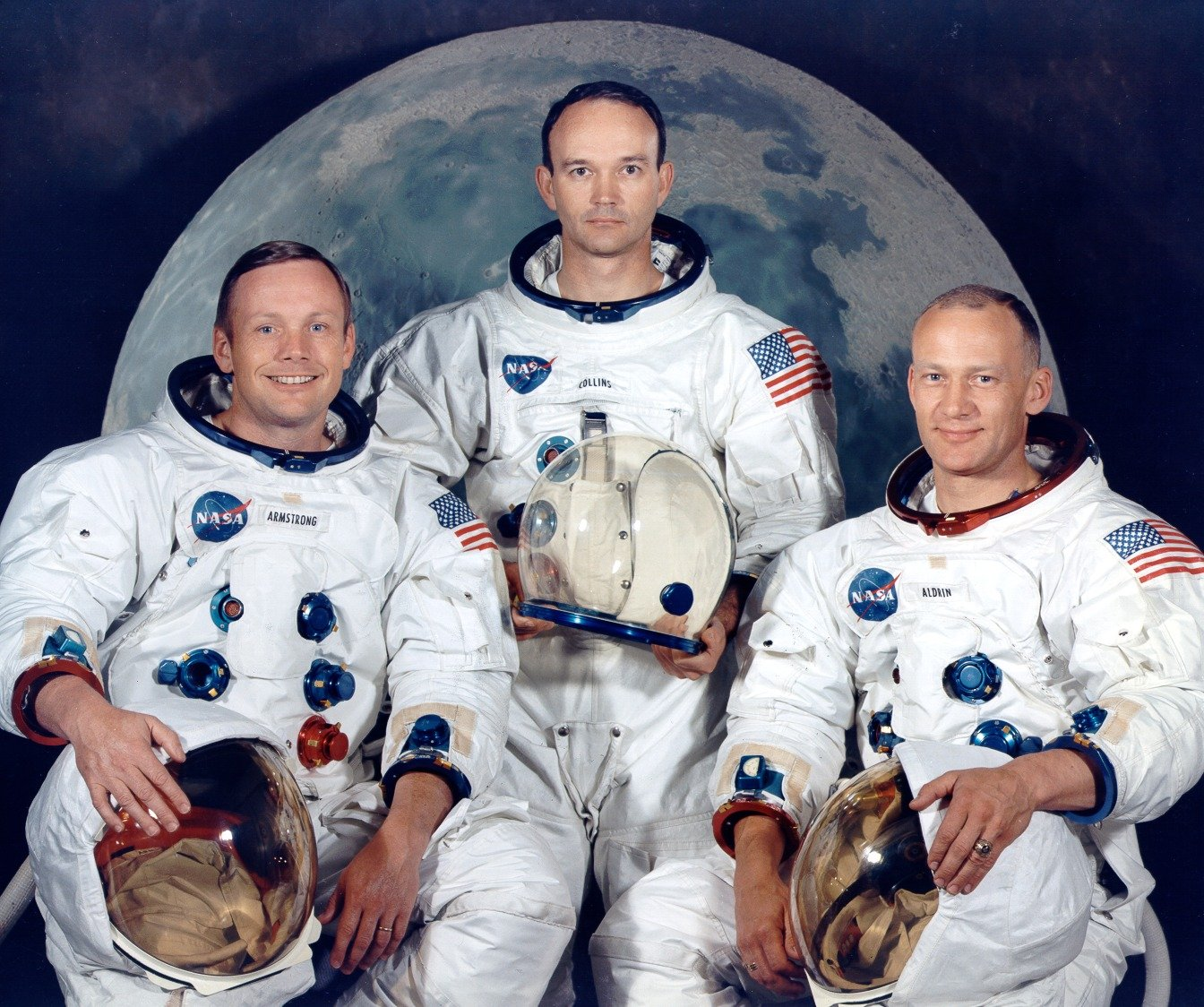
阿波罗11号成员(左起：阿姆斯特朗、科林斯、奥尔德林)

鎂鐵鈦礦（Armalcolite）是一种鈦氧化物礦物，由阿波罗11号成员1969年在月球表面的静海基地发现。原文的英文是以阿波罗11号的3位宇航员命名：阿姆斯特朗（Armstrong）、奥尔德林（Aldrin）以及科林斯（Collins）。鎂鐵鈦礦與靜海石、三斜鐵輝石同為在月球上發現的三種新礦物之一。這種礦物后来亦在地球上的一些地點被發現，並也從實驗室中成功合成出來。
鎂鐵鈦礦的化学式为(Mg,Fe++)Ti2O5，其摩氏硬度为6，相对密度为4。